# Grande Loge d’Écosse
La Grande Loge d'Écosse (GLE) (Grand Lodge of Antient, Free and Accepted Masons of Scotland) est une obédience maçonnique fondée en 1736 lors d'une assemblée  réunissant environ le tiers des loges écossaises existantes. Elle est reconnue, dans les termes de la régularité maçonnique par la Grande Loge unie d'Angleterre. 
Le caractère de la Grande Loge est lié à l'existence même de la plus ancienne loge connue encore en activité, la loge Kilwinning n°0 et du rituel pratiqué, le Rite standard d'Écosse toujours et uniquement pratiqué en Écosse.

## Histoire
L'obédience est fondée en 1736. Lors de l'installation de la nouvelle structure, seul un tiers des loges était représenté. Dès ses débuts, la Grande Loge d'Écosse, tout comme la Grande Loge d'Irlande, fut particulièrement bien représentée au sein de l'armée britannique. Ces loges, dites travelling lodges, étaient généralement formées avant même l'obtention d'un « mandat » par l'obédience mère. Après quelques mois d'existence, si les militaires de la loge étaient toujours en vie, ils devaient s'acquitter d'un droit d'affiliation.
Vers le milieu de l'année 1953, la Grande Loge d'Écosse signe une charte avec la Grande Loge de l'État d'Israël.
Au XXIe siècle, la Grande Loge recenserait plus de 150 000 membres.

## Fonctionnement

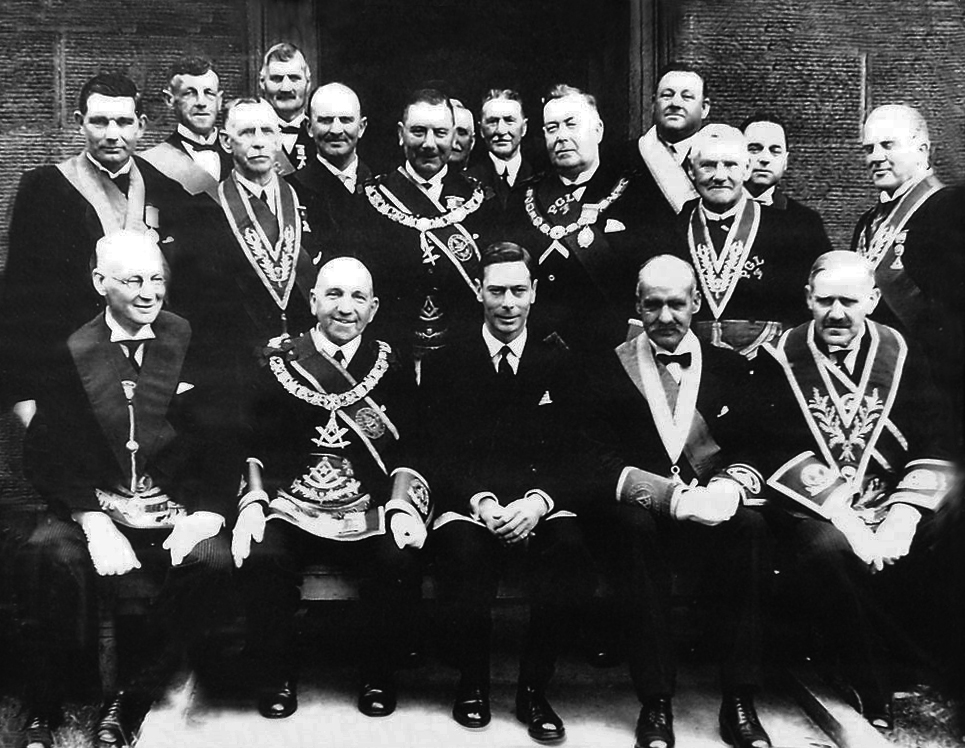
Le roi George VI, entouré de francs-maçons écossais. Lui-même, fut franc-maçon.

La Grande Loge d'Écosse a un caractère distinct et unique. En effet, en Écosse, le lien entre le métier de la maçonnerie de la pierre et la franc-maçonnerie moderne peut être aisément établi. Les loges ont su préserver leurs privilèges, usages et coutumes ; elles ont chacune leurs propres décors et couleurs de tabliers. Les loges fonctionnaient selon les Statuts Schaw (1588 et 1599) rédigés par William Schaw.

### Rite pratiqué
À partir de 1637, les premières loges d'Écosse pratiquent le Rite du Mot de maçon, (Mason's Word); telle la loge Kilwinning n°0. Dès la fin du XVIIe siècle, la majorité des loges travaillent au Rite standard d'Écosse (RSE), qui sera codifié deux siècles plus tard. Aujourd'hui, la Grande Loge d'Écosse est presque exclusivement la seule à perpétuer le rituel. Il est admis que le Rite standard d'Écosse est la forme la plus opérative de rituel, par conséquent la plus ancienne et la plus proche des « origines ». La version actuellement pratiquée date de 1969 et se nomme « Standard Ritual of Scottish Freemasonry ».

### Le musée de la Grande Loge
La Grande Loge dispose d'un musée installé au Freemasons'Hall. Le musée présente une collection d'objets maçonniques dont certaines pièces sont antérieures au XVIIe siècle. Bijoux, céramiques, horloges, montres, décors, etc. sont répartis selon une muséographie particulière et dans diverses pièces du siège de l'obédience.

## Représentation

### Grandes loges provinciales en Écosse
- Aberdeen City
- Aberdeen East
- Aberdeen West
- Argyll
- Ayrshire
- Banffshire
- Caithness
- Dumfriesshire
- Dunbartonshire
- East Lothian & Berwickshire
- Edinburgh
- Fife & Kinross
- Forfarshire
- Galloway
- Glasgow
- Inverness-shire
- Kilwinning[6] (où se situe Kilwinning n°0
- Kincardine-shire
- Lanarkshire Middle Ward
- Lanarkshire Upper Ward
- Linlithgowshire
- Midlothian
- Moray & Nairn
- Orkney & Zetland
- Perthshire East
- Perthshire West
- Renfrewshire East
- Renfrewshire West
- Ross and Cromarty
- Roxburgh - Peebles & Selkirk Shires
- Stirlingshire
- Sutherland

### Grandes loges dans le monde

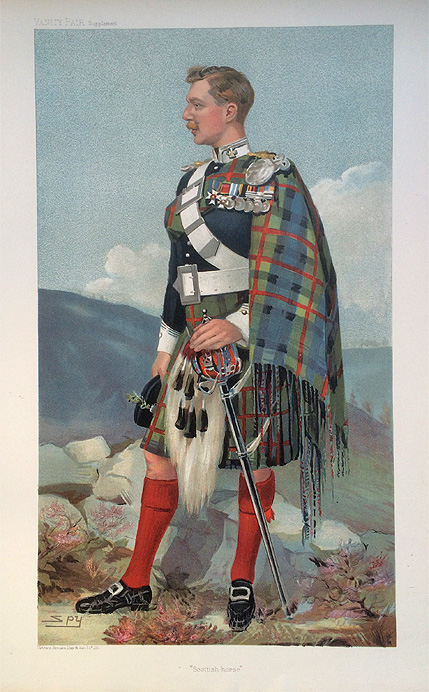
John George Stewart-Murray, grand maître de la Grande Loge d'Écosse de 1909 à 1913. Portrait datant de 1905

La Grande Loge d'Écosse s'est implantée dans les pays suivants :
- Afrique du Sud (District centre)
- Botswana
- La Barbade
- Belgique
- Ghana
- Gibraltar
- Guyana
- Inde
- Jamaïque
- Kwazulu Natal
- Moyen-Orient
- Extrême-Orient
- Namibie
- Nouvelle-Zélande (Districts Nord et Sud)
- Terre-Neuve et Labrador
- Nigeria
- Sierra Leone et  Gambie
- Les Bahamas, Trinidad-et-Tobago
- Australie Occidentale
- Cap de Bonne Espérance
- Zambie
- Zimbabwe

## Liste des grands maîtres de la Grande Loge
Grands maîtres célèbres
- 1736–1737 William St Clair of Roslin[7],[8].
- 1737–1738 George Mackenzie, 3 rd Earl of Cromartie[7],[8].
- 1738–1739 John Keith, 3 rd Earl of Kintore (grand maître de la GLUA en 1740)[7],[8]
- 1739–1740 James Douglas, 14th Earl of Morton (grand maître de la GLUA en 1741)[7].
- 1916–1920 Sir Robert Gilmour, 1er baronnet[9].
- 1974–1979 Robert Wolrige Gordon[9].
- 2005–2008 Sir Archibald Donald Orr-Ewing, 6e baronnet[9].
- De 2008 à 2018, Charles Ian R. Wolrige Gordon[9].

Depuis 2018, William Ramsay McGhee. 